# Coupe d'Europe hivernale des lancers 2006
La 6e édition de la Coupe d'Europe hivernale des lancers s'est déroulée les 18 et 19 mars 2006 à Tel Aviv, en Israël. La compétition est organisée par l'Association européenne d'athlétisme.

## Résultats

### Hommes
| Épreuves          | Or                        | Argent                       | Bronze                  |
| Lancer du poids   | Andrei Mikhnevich 20,61 m | Gheorghe Guset 20,41 m       | Tomasz Majewski 20,26 m |
| Lancer du disque  | Piotr Malachowski 65,01 m | Mario Pestano 63,40 m        | Gerd Kanter 62,55 m     |
| Lancer du javelot | Igor Janik 81,16 m        | Vladislav Shkurlatov 79,27 m | Ainars Kovals 78,64 m   |
| Lancer du marteau | Szymon Ziólkowski 79,04 m | Vadim Khersontsev 78,54 m    | Dzmitry Shako 77,00 m   |

### Femmes
| Épreuves          | Or                         | Argent                      | Bronze                    |
| Lancer du poids   | Natallia Khoroneko 19,18 m | Olga Ryabinkina 18,55 m     | Nadine Kleinert 18,30 m   |
| Lancer du disque  | Wioletta Potepa 61,89 m    | Oksana Yesipchuk 61,70 m    | Nicoleta Grasu 60,86 m    |
| Lancer du javelot | Mareike Rittweg 60,06 m    | Lada Chernova 59,15 m       | Mercedes Chilla 57,28 m   |
| Lancer du marteau | Kamila Skolimowska 73,32 m | Gulfiya Khanafeyeva 72,01 m | Manuela Montebrun 70,29 m |

## Classement par équipes
| Place | Pays        | Points |
| ----- | ----------- | ------ |
| 1     | Russie      | 8531   |
| 2     | Italie      | 7981   |
| 3     | Pologne     | 7662   |
| 4     | Allemagne   | 7339   |
| 5     | Estonie     | 6533   |
| 6     | Israël      | 6428   |
| 7     | Biélorussie | 5373   |
| 8     | Ukraine     | 5069   |

| Place | Pays        | Points |
| ----- | ----------- | ------ |
| 1     | Russie      | 8178   |
| 2     | Italie      | 7834   |
| 3     | Roumanie    | 7732   |
| 4     | France      | 7593   |
| 5     | Espagne     | 6451   |
| 6     | Biélorussie | 6137   |
| 7     | Ukraine     | 4956   |
| 8     | Israël      | 3611   |